# Union Mondiale de Billard

Nieuw logo 2016

De Union Mondiale de Billard (UMB) is op 1 juni 1959 in Madrid opgericht en coördineert op mondiaal niveau wedstrijden in het carambolebiljart. De bond is aangesloten bij de World Confederation of Billiard Sports. 

## Regionale indeling in confederaties
- African Carom Confederation (ACC)
- Confederacion Panamericana de Billar (CPB)
- Asian Carom Billiard Confederation (ACBC)
- Confédération Européenne de Billard (CEB)